# Oleg Basilasjvili
Oleg Valerianovitj Basilasjvili (russisk: Оле́г Валериа́нович Басилашви́ли; georgisk: ოლეგ ბასილაშვილი, født 26. september 1934) er en sovjetisk og russisk scene- og filmskuespiller.
Han modtog i 1984 prisen Folkets Kunstner i USSR.

## Biografi

### Opvækst
Oleg Valerianovitj Basilashvili blev født den 26. september 1934 i Moskva, Russiske SFSR, i Sovjetunionen i en familie af blandet russisk, polsk og georgisk oprindelse.. Hans far, Valerian Basilasjvili, var direktør for Moskva Polytekniske Skole. Hans mor, Irina Iljinskaja, var lærer i lingvistik. Under Anden Verdenskrig blev den unge Oleg Basilasjvili evakueret fra Moskva til den transkaukasiske republik Georgien, hvor han gik i grundskole og boede hos sin georgiske farfar indtil slutningen af krigen.

### Karriere som teaterskuespiller
I 1956 dimitterede Oleg Basilasjvili fra skuespillerskolen ved Moskva kunstnerteater, hvor han havde studeret under Pavel Massalskij sammen med bl.a. Mikhail Kozakov og Tatiana Doronina, som han senere blev gift med. Sammen med Doronina sluttede Basilasjvili sig til truppen ved Bolshoj Drama Teater (BDT) i Leningrad under ledelse af den legendariske instruktør Georgij Tovstonogov. Siden 1959 har Basilasjvili været fast medlem af truppen ved BDT i St. Petersborg, hvor han har spillet sammen med en lang række af Ruslands førende skuespillere, såsom Kirill Lavrov, Ljudmila Makarova, Innokentij Smoktunovskij, Oleg Borisov m.fl. Basilasjvili har optrådt i hovedroller i bl.a. skuespillet Onkel Vanja af Anton Tjekhov, Kholstomer baseret på Lev Tolstojs roman af samme navn, På Bunden af Maksim Gorkij og andre klassiske skuespil instrueret af Tovstonogov.

### Filmkarriere
Oleg Basilasjvili debuterede allerede som lille dreng i en ukrediteret rolle i filmen Podkidysj (da.: Fundamentet fra 1940 og medvirkede også som barn i Krasnyj galstuk (da.: Det røde tørklæde, 1948 med manuskript af Sergej Mikhalkov).
Efter uddannelse som skuespiller vende han tilbage til filmen og blev berømt for sine roller i film af instruktøren Eldar Rjasanov. De samarbejdede i de populære film som Sluzjebnyj roman (da.: Kontorromance, 1977), Vokzal dlja dvoikh (da.: Station for to, 1982) og Predskazanije (da.: Forudsigelse, 1993), der blev betydelige kommercielle successer.
En af hans mest kendte filmroller er hovedrollen i Georgij Danelijas Efterårs-marathon (1979), en film på tværs af genrerne komedie og melodrama med en bitter humor og satire over livet i Sovjetunionen. Basilasjvili spiller en viljesvag mand i sin midtvejskrise, der splittes mellem to kvinder, hans kone og hans elskerinde. De bliver alle tre viklet ind i et spind af løgne og personlige behov og bliver samtidig kvalt af den stillestående sovjetiske virkelighed. Filmen blev en sovjetisk klassiker og havde premiere i 1979 på Filmfestivalen i San Sebastián.
I 1980'erne optrådte han i excentriske film instrueret af Karen Sjakhnazarov, såsom Kurjer (da.: Kurér) (1987), Gorod Zero (da.: By Nul) (1988) og Sny (da.: Drømme) (1993). Gorod Zero er en absurd komedie, der er fortolket som en forudsigelse af Sovjetunionens sammenbrud, og Sny er en vild komedie om Perestrojka, hvor Basilasjvili bl.a. spiller en adelig greve fra fortiden, en pornograf og en rockstjerne.
Andre bemærkelsesværdige roller er dobbeltrollerne som pensionist Prokhorov og pave Alexander VI Borgia i Karen Sjakhnazarovs komedie Jady, ili Vsemirnaja istorija otravlenij (da.: Gifte, eller forgiftningens verdenshistorie, 2001) og rollen som General Jepantjin i tv-serien Idiot (2003) instrueret af Vladimir Bortko efter Fjodor Dostojevskijs roman Idioten. Han spillede rollen som Woland i Blotkos tv-filmatisering af Mikhail Bulgakovs roman Master i Margarita (2005).

### Politisk karriere
I 1990'erne var han en synlig politisk skikkelse i Rusland, og han blev valgt til repræsentant for Leningrad (Sankt Petersborg) i 1990. Han blev senere medlem af den pro-demokratiske gruppe af repræsentanter i det russiske parlament og tilhænger af politikere som Anatoly Sobchak og Ruslands første præsident Boris Jeltsin. Han var en stærk fortaler for at ændre Leningrads navn tilbage til Sankt Petersborg. Han stoppede i politik efter 2000 og fokuserede herefter på sin skuespillerkarriere.
Han fordømte annekteringen af Krim i 2014 og underskrev et åbent brev, der fordømte den russiske invasion af Ukraine i 2022.

## Udvalgt filmografi
- Podkidysj (da.: Fundamentet, som dreng på en cykel (ukrediteret)) (1940)
- Krasnyj galstuk (da.: Det røde tørklæde, 1948)
- Nevesta (da: Bruden, 1956) som Andrej Andrejevitj (1956)
- Gorjatjaja dusja (da.: Den varme sjæl, 1959) som Strelnikov (1959)
- Granatovyj braslet (da.: Granatarmbåndet, 1965) som Vasilij Lvovitj
- Oblomov (1965) som Ivan Iljitj Oblomov
- Starsjaja sestra (da.: Storesøster, 1966) som Oleg Medynskij
- Sedmoj sputnik (da.: Den syvende satellit, 1967)
- Zjivoj trup (da.: Det levende lig, 1968) som Viktor Mikhailovitj Karenin (1968)
- Ballada o Beringe i ego druzjakh (da.: Balladen om Bering og hans venner, 1970) som Ivan Alekseevitj Dolgorukov
- Vozvrasjjenije Svjatogo Luki (da.: Sankt Lukas' tilbagevenden, 1970) som Juri Konstantinovitj Loskutov
- Den prijoma po litjnym voprosam (da.: Modtagelsesdag for personlige spørgsmål, 1974) som Djatlov
- Vybor tseli (da.: ~ Vælg mål eller Tag sigte, 1974) som Boris Pasj
- Kærlighedens slaver (1976) som Savva Jakovlevitj Juzjakov
- Dni Turbinykh (da.: Turbinernes dage, 1976) som Vladimir Talberg (1976)
- Smesjnyje ljudi! (da.: Sjove mennesker!, 1977) som Fedor Akimovitj (1977)
- Sluzjebnyj roman (da.: Kontorromance, 1977) som Jurij Grigorievitj Samokhvalov
- Efterårs-marathon som Andrej Buzykin (1979)
- O bednom gusare zamolvite slovo (da.: Sig et ord for den stakkels husar, 1981) som Grev Merzljajev (1981)
- Vokzal dlja dvoikh (da.: Station for to, 1982) som Platon Rjabinin (1982)
- I vot prisjol Bumbo... (da.: Og så kom Bumbo..., 1984) som Ilja Mitrofanovitj
- Protivostojanije, (da.: Konfrontation, 1985) som Vladislav Nikolaevitj Kostenko
- Kurjer (da.: Kurér, 1986) som Semjon Kuznetsov
- Gorod Zero (da.: By Nul, 1988) som Vasilij Tjugunov (1988)
- Nebesa obetovannyje (da.: Den lovede himmel, 1991) som Fjodor Stepanovitj Jelistratov
- Predskazanije (da.: Forudsigelse, 1993) som Oleg Vladimirovitj Gorjunov
- Sny (da.: Drømme, 1993) som grev Dmitrij Prizorov (1993)
- Orjiol i resjka (da.: Plat og krone, 1995) som Professor Valentin Petrovitk Savitskij (1995)
- Romanovy. Ventsenosnaja semja (da.: Romanoverne: En kronet familie) som professor Sergej Fedorov (2000)
- Jady, ili Vsemirnaja istorija otravlenij (da: Gifte, eller forgiftningens verdenshistorie) som Prokhorov og Pave Alexander 6. (2001)
- Azazel (2003) som general Lavrentij Mizinov (2003)
- Idiot (da.: Idioten) som general Ivan Jepantjin (2003)
- Master i Margarita (da.: Mesteren og Margarita, 2005) som Woland
- Ne dumaj pro belykh obezjan (da.: Tænk ikke på hvide aber, 2008)
- Bez granits (da.: Uden grænser, 2015) som Georgij